# ラヴィアンローズ (バンド)
ラヴィアンローズは日本のロックバンド。1994年Ke2（現：Candle）を中心に茨城県で結成。2006年12月31日に水戸LIGHT HOUSEで行われたライブをもって解散。初期はヴィジュアル系路線で活動しており、X JAPANのYOSHIKIが創設したエクスタシーレコードに所属していた。

## 概要
- 1994年4月、ギターのKe2を中心に茨城で結成。その後、ドラムの狂介(後のkyohsuke)を誘い、いくつかのメンバーチェンジを得て、ボーカルのYUTAとベースのKENが加入。初期はヴィジュアル系路線で活動しており、バンドの方向性が変わった後からロックバンドとなる。ロックバンドになってからハードコア、パンクロック、ポストグランジなどの曲がある。

## メンバー
- Vocal：YUTA (諏佐勇太-YTartworks-)（1978年5月1日生まれ）
- 3代目ボーカリスト。Ke2の誘いで加入。主に作詞担当。解散後は現在は諏佐勇太-YTartworks-という名義でソロで主にアコースティックの弾き語りで活動中。
- Guitar：Ke2（Candle）（1979年3月24日生まれ）
- バンドのコンセプトリーダー。主に作曲担当。ヴィジュアル系の頃は髪を伸ばしていたが、ある日Ke2の髪型が坊主となってからバンドの路線をヴィジュアル系からロックへと変更する。解散後はKe2は2009年：Candleというユニットで山本敬として活動。
- Bass：KEN（Pandemic、ゴーストレイン）（1979年2月17日）
- 前任ベーシストが脱退後、サポートメンバーを得て、後に正式加入。解散後はPandemic、ゴーストレインのベーシストとして活動中。2009年10月1日、配信シングル、○涙〜RUI〜　○ピリオド　を発売。
- Drums：kyohsuke（兎-usagi-）（1978年6月6日）
- Ke2と同じ結成当初から解散まで残ったオリジナルメンバー。当時は狂介という名前だった。ヴィジュアル系時代の頃はサングラスをかけ、上半身に狂CRIMEと書かれていたが、中期になってから白塗りメイクとなる。後期になってからノーメイクとなる。解散後は兎-usagi-というバンドでボーカルとして活動中。MUCCのミヤとロックバンド激楽隊で根崎料栄としてボーカルをつとめる。

### 旧メンバー
- Vocal：おやじ
- Vocal：SHINICHI
- Guitar：MILK
- Guitar：TAKATO
- Guitar：KAZUKI
- Bass：TAKESHI

## ディスコグラフィー

### デモテープ
1. ENTRANCE（1994年11月13日）
2. 偽終止（1995年4月29日）
3. in rubbish（1995年10月14日）
4. THE JUNKEY（1996年4月29日）
5. 茨城革命（1997年7月31日）

### シングル
1. ほたるの光/この世の果て（1998年）
2. VIVA!!L FIELD（お試し版）（2003年11月5日）
3. GOLDEN BOX-THE ROSY DAYS / I say...-（2006年12月19日）

### アルバム
1. 人志1才~5才（1998年8月27日）
2. L MEGA MIX（2001年5月9日）
3. L STYLE（2002年10月30日）
4. 群青期（2003年5月21日）
5. VIVA!!L FIELD（2003年11月5日）
6. バラ色の人生（2005年2月2日）
7. 新しい朝（2006年10月11日）
8. The Best of LA VIE EN ROSE（2006年10月11日）

### V.A.
1. History of EXTASY 15th Anniversary（2000年6月21日）
2. ROCK is LOFT -Green Disc-（2006年6月14日）

### DVD
1. 10th.ANNIVERSARY MEMORIAL DVD（2004年4月4日）
2. -DVD shooting LIVE at 下北沢shelter- 20050719 向かい風なバラ色の夜スペシャル〜☆ｷﾀ----(°∀°)----（2006年2月28日）
3. 裏ヴィアンローズ（2006年5月26日）
4. 裏ヴィアンローズ２（2006年10月18日）
5. GOLDEN BOX-裏ヴィアンローズ３（2006年12月19日）
6. THE ROSY DAYS〜LA VIE EN ROSE last one month〜（2007年3月28日）

## 関連バンド
- Candle